# Quehélata
 (juin 2020).
Quehélata est l'une des 42 stations de l'Exode. C'est le 19e campement des Israélites dans le désert. C'est là que périrent Coré, Dathan et Abiron.

## Source
Ancien testament